# Municipio de Cross Creek (Carolina del Norte)
Cross Creek Township es un municipio del condado de Cumberland, Carolina del Norte, Estados Unidos. Según el censo de 2020, tiene una población de 64 912 habitantes.
Es una subdivisión exclusivamente geográfica, por cuanto el estado de Carolina del Norte no utiliza la herramienta de los townships como Gobiernos municipales.

## Geografía
Está ubicado en las coordenadas 35°4′8″N 78°54′2″O / 35.06889, -78.90056 (35.068841, -78.900661).